# Phillip Cocu
Phillip John-William Cocu (pronunție în neerlandeză [ˈfɪ.lɪp ˈdʒɔn ˈwɪ.li.jɑm koˈky]; n. 29 octombrie 1970) este un fost fotbalist neerlandez, în prezent antrenorul principal al echipei PSV Eindhoven.

## Titluri

### Ca jucător
PSV
- Eredivisie (4): 1996–97, 2004–05, 2005–06, 2006–07
- Johan Cruijff Shield (2): 1996, 1997
- KNVB Cup (2): 1995–96, 2004–05

Barcelona
- La Liga (1): 1998–99

Al Jazira
- Gulf Club Champions Cup (1): 2007

### Ca antrenor
PSV
- Eredivisie: 2014–15, 2015–16
- KNVB beker (1): 2011–12
- Johan Cruyff Shield: 2015, 2016

## Legături externe
- Phillip Cocu pe site-ul FIFA (arhivat)
- nl Phillip Cocu — profil și statistici la Wereld van Oranje